# Diakiwci (obwód winnicki)
Diakiwci (ukr. Дяківці, hist. pol. Diakowce) – wieś na Ukrainie, w obwodzie winnickim, w rejonie winnickim, w hromadzie Lityn. W 2001 liczyła 1343 mieszkańców, wśród których 1337 wskazało jako ojczysty język ukraiński, a 6 rosyjski.

## Urodzeni
- Mychajło Stelmach, ukraiński pisarz